# Championnat de France masculin de handball de Nationale 2
Le Championnat de France masculin de handball de Nationale 2 est une compétition de handball qui représente en France le 4e échelon des clubs masculins. La compétition se déroule annuellement sous forme d'un championnat mettant aux prises 72 clubs amateurs ou réserves de clubs professionnels, répartis en 6 poules de 12 équipes. Exceptionnellement en conséquence de la pandémie de Covid-19, le championnat est composé de 6 poules de 13 clubs pour la saison 2020-2021 pour revenir à 72 clubs la saison suivante,

## Formule de la compétition
Depuis la saison 2013-2014, le championnat est composé de 6 poules de 12 clubs (14 précédemment) soit 72 clubs répartis selon leur classement la saison précédente et leur situation géographique.

### Accession
À la fin de la saison régulière , les premiers de chacune des six poules accèdent à la Nationale 1 (sous réserve de répondre aux conditions d’accessions, dans le cas contraire c'est le deuxième qui est promu.

### Relégation
Les deux derniers de chaque poule sont relégués en Nationale 3

### Finalité
Le meilleur premier participe aux finalités Métro/Ultramarin où il affrontera un club d'Outre Mer. Le vainqueur de ce match est déclaré champion de Nationale 2.
Le meilleur premier est déterminé selon son nombre de points par match puis son attaque et son goal average.

## Palmarès
Nationale III
- 1985 : Gazélec Ajaccio[3]
- 1988 : Montpellier Paillade SC[4]
- 1993 : Aix UC[5]
- 1994 : CS Bourgoin-Jallieu[6]
- 1995 : Thau Handball[7]

Nationale 2
- 1996 : ?
- 1997 : ?
- 1998 : Real Villepinte Vert Galant[8]
- 1999 : CSA Kremlin-Bicêtre
- 2000 : Montpellier Handball rés.
- 2001 : AMSC Fréjus
- 2002 : Torcy Handball Marne-la-Vallée
- 2003 : Chaville HB
- 2004 : Aurillac HB CA
- 2005 : Dunkerque HBGL rés.
- 2006 : Dunkerque HBGL rés.
- 2007 : HBC Chalon-sur-Saône
- 2008 : AS Château Morange (La Réunion)
- 2009 : JS Cherbourg HB
- 2010 : USAM Nîmes Gard rés.
- 2011 : USM Saran HB
- 2012 : AS Château Morange (La Réunion)
- 2013 : Oissel Rouen
- 2014 : CO Vernouillet
- 2015 : Amiens Picardie Hand
- 2016 : AC de Boulogne-Billancourt
- 2017 : Paris Saint-Germain rés.
- 2018 : ASB Rezé Handball
- 2019 : HBC Nantes rés.
- 2020 : Compétition annulée[9].
- 2021 : Compétition annulée
- 2022 : Vénissieux handball[10]
- 2023 : Grenoble Saint-Martin-d'Hères
- 2024 : Carabiniers de Billy-Montigny
- 2025 : Saint-Raphaël VHB rés.